# Korridorboende

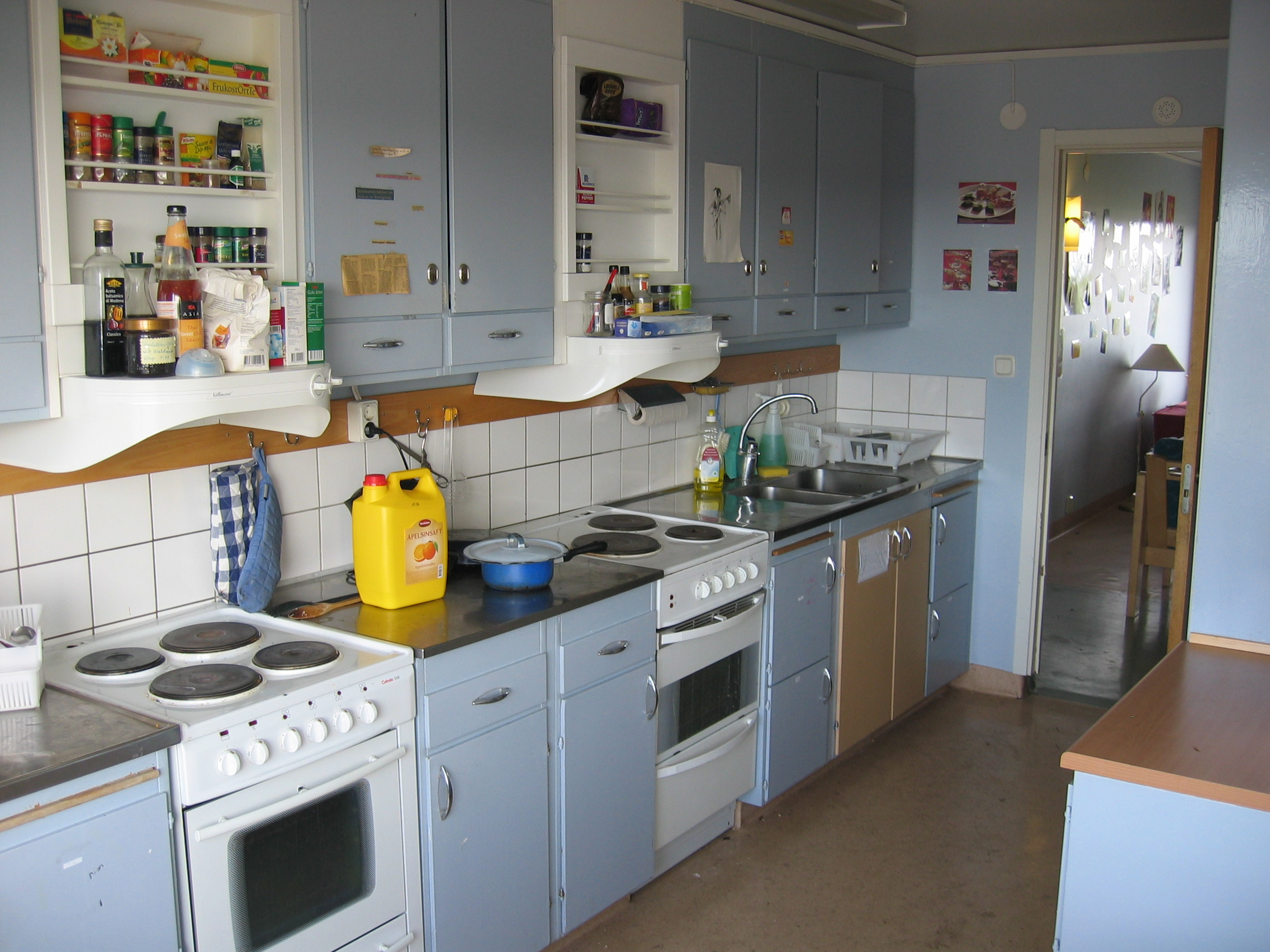
Korridorkök i Flogsta, Uppsala

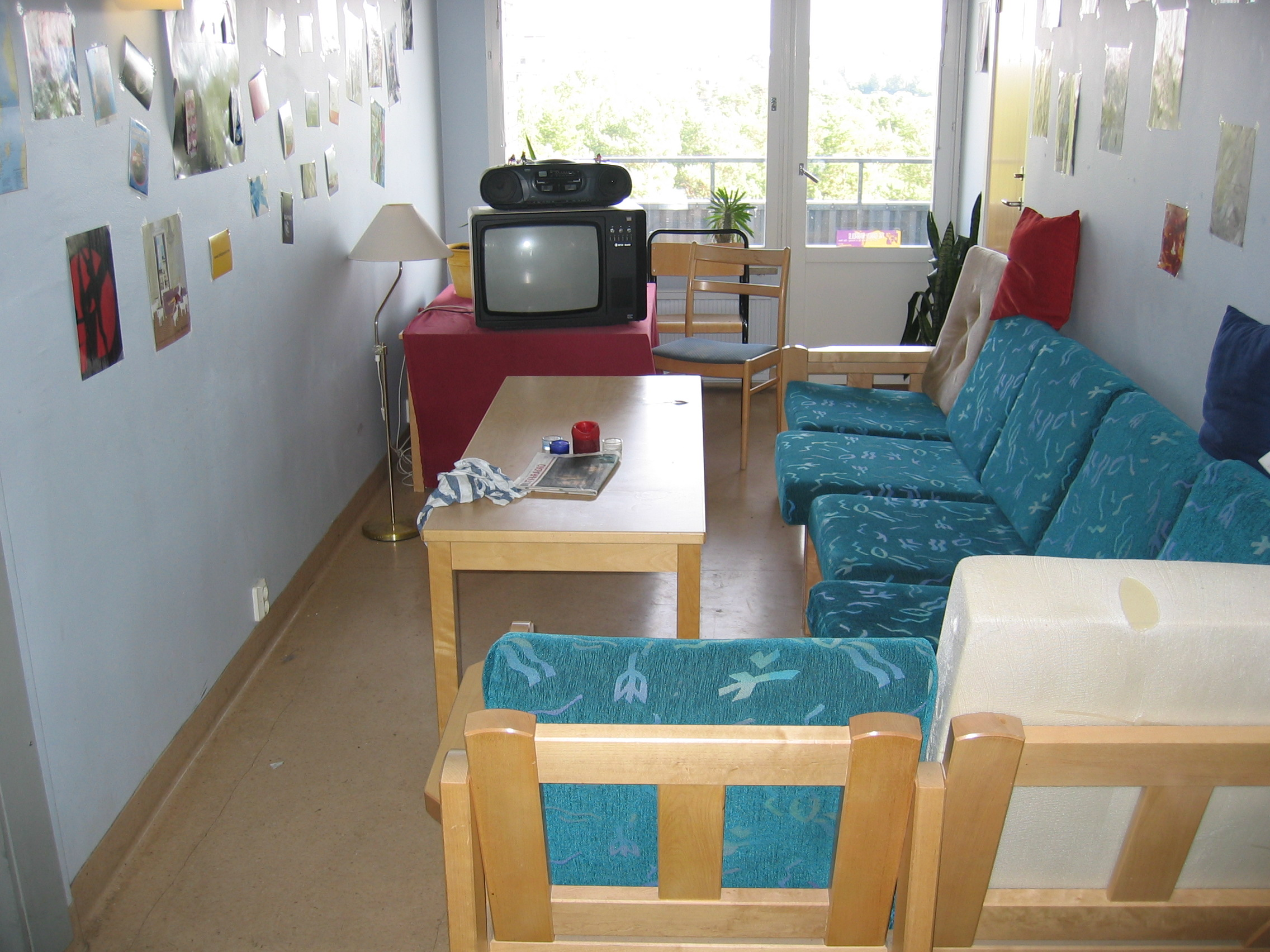
TV-rum i Flogsta

Ett korridorboende är en boendeform där flera mindre lägenheter i en korridor samsas om vissa gemensamma utrymmen, såsom till exempel kök, toalett, dusch, vardagsrum med mera. Korridorboende är ett vanligt studentboende men förekommer också som boende för gymnasister som studerar på annan ort än hemorten och som arbetarbostäder.
Korridorboenden har ofta låg hyra, som inkluderar möblemang, vatten- och elförbrukning och i förekommande fall även internetanslutning och städning. Om städning av allmänna ytor inte ingår sköts denna gemensamt av de boende, ofta efter ett i samförstånd upprättat schema.
I korridorboenden av låg standard är lägenheterna mycket små (cirka 10 m²) och delar många eller samtliga bekvämligheter med övriga boende i korridoren. Det finns också korridorboenden där samtliga lägenheter har både riktigt kök och badrum och där det gemensamma utrymmet inskränker sig till till exempel ett samlingsrum. Mellan dessa två ytterligheter finns alla upptänkliga varianter av korridorboende.
I små korridorer eller korridorer där man tvingas dela olika bekvämlighetsinrättningar uppstår ofta en god gemenskap som till och med kan likna ett kollektivhus eller ett bostadskollektiv, medan stora korridorer där lägenheterna är välutrustade ofta blir anonyma och där de boende i stort sett bara lämnar sina rum för att gå ut.
En del korridorer blir rena genomgångsboenden i studentens bostadskarriär. Boende som vill bo i korridor för gemenskapens skull brukar inte tycka om genomgångsboenden, stora korridorer och korridorer där de flesta bor bara för att de "måste" utan föredrar mindre korridorer med låg boendeomsättning och sociala grannar.